# Jalchoroj
Jalchoroj (čečensky Ялхорой, Йалхара, rusky Ялхорой) je bývalá obec v okrese Galan-Čož v Čečenské autonomní republice Ruské federace, která byla vysídlena během deportace čečenského a ingušského lidu v únoru roku 1944. V letech 1940 - 1944 byla obec Jalchoroj, tehdy Pervomajskoje (rusky Первомайское), správním střediskem okresu Galan-Čož. Název je odvozen od rodového jména tejpu Jalchoroj (čečensky Ялхорой).

## Původ názvu
Název obce i rodového společenství je odvozen od slovního spojení jalch-are (ялх аре), což znamená "šest dolin".

## Geografie
Aul Jalchoroj se nacházel v jihozápadní hornaté části Čečenska, v soutěsce řeky Jalchorchi, levostranného přítoku řeky Gechi. Tato lokalita leží jihozápadně od Ačchoj-Martanu, správního centra stejnojmenného okresu.

## Historie
Ve dnech přípravy deportace obyvatel horských oblastí Čečenska v únoru roku 1944 sídlil v obci Jalchoroj štáb vojsk NKVD, která 27. února 1944 provedla vysídlení a fyzickou likvidaci obyvatel nedalekého Chajbachu a okolních vesnic. Vysídlení obyvatelé se v rámci rehabilitace mohli vrátit do Čečenska až po roce 1956, respektive 1957, avšak nebylo jim povoleno usadit se ve svých původních sídlech v horských oblastech Čečenska. Vesnice Jalchoroj, která zanikla v roce 1944, proto nebyla nikdy obnovena.
Obec Jalchoroj bývala sídlem a duchovním centrem jednoho z početných čečenských a ingušských tejpů. Společenství tejpu Jalchoroj do února roku 1944 obývalo zhruba 15 aulů a usedlostí. Jednu z těchto vsí, Basarača-Jalchara (Басарача-Ялхара), začali později nazývat Нах байина меттиг (Místo, kde zabili lidi), neboť zde sovětští vojáci povraždili 86 Čečenců, kteří byli v této vsi shromážděni pod záminkou přípravy deportace. Na počátku 21. století se odhadoval počet příslušníků tejpu Jalchoroj na 5000 - 10000 osob.
Okres Galan-Čož, na jehož území leží zaniklá obec Jalchoroj, byl oficiálně obnoven usnesením Parlamentu Čečenské republiky ze dne 18. října 2012.

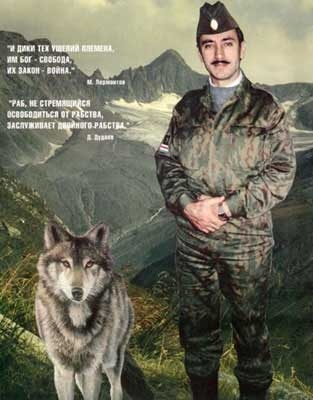
Generál Džochar Dudaev, první prezident Čečenské republiky Ičkerie

## Významní rodáci
Džochar Dudajev - generálmajor letectva, jediný čečenský generál v Sovětské armádě, politik, v letech 1991 - 1996 první prezident takzvané Čečenské republiky Ičkerie. Narodil se v obci Jalchoroj, tehdejším Pervomajském, 15. února 1944 (některé prameny uvádějí, že se narodil na podzim roku 1943), jeho matka pocházela z Chajbachu, z tejpu Našchoj.
Džochar Dudajev byl deportován se svými rodiči do Kazachstánu, odkud se rodina vrátila do Čečenska v roce 1957. Džochar Dudaev byl zabit během tzv. První čečenské války 21. dubna 1996 pomocí samonaváděcí ruské rakety asi 30 km od Grozného, v oblasti vesnice Gechi-Ču v okrese Urus-Martan. Místo pohřbení není známo.